# جعفر فرقانی‌زاده
جعفر فرقانی‌زاده پزشک ایرانی، متخصص بیماری‌های روماتولوژی و استادیار دانشگاه علوم پزشکی تهران است.
او برای ترجمه کتاب اصول مقدماتی بیماریهای روماتیسمیبرگزیدهٔ ششمین دورهٔ کتاب سال ایران شد.